# Cnephasitis dryadarcha
Cnephasitis dryadarcha es una especie de polilla de la familia Tortricidae. Se encuentra en India (Assam, Darjeeling, Sikkim, Bengala), al noreste de Birmania y Vietnam.